# Richard Priestman
Richard Priestman (Liverpool, 15 luglio 1955) è un ex arciere britannico.

## Palmarès
- Giochi olimpici

Seoul 1988: bronzo nella gara a squadre;
Barcellona 1992: bronzo nella gara a squadre.